# God's Chillun
God’s Chillun, een verbastering van God’s Children, is een korte film, die in 1939 uitkwam.
De eerste aanzet voor de film met werktitel Negroes kwam tot stand in 1935 toen schrijver W.H. Auden en Benjamin Britten het thema voor deze film besproken. De film zou opgenomen worden via de GPO Film Unit en gaat over de slavernij in West-Indië. Het script moest daarbij regelmatig aangepast worden en uiteindelijk zag niemand er meer wat in. De zaak kwam in een la te liggen om er pas begin 1938 weer uitgehaald te worden. Het filmmateriaal was trouwens al ouder; het was “geschoten” in 1933. Jackie Grant (George Copeland Grant) een beroemd cricketter sprak de film in. Dat alles kon niet voorkomen dat de film met de grond gelijk gemaakt werd, hij was te experimenteel, was de toen heersende mening.